# Carrascosa de Haro
Carrascosa de Haro  és un municipi de la província de Conca, a la comunitat autònoma de Castella-La Manxa.

## Demografia
| 1991 | 1996 | 2001 | 2004 |
| ---- | ---- | ---- | ---- |
| 164  | 162  | 151  | 142  |